# Donat Nonnotte
Donatien Nonnotte, né le 10 février 1708 à Besançon et mort le 5 février 1785 à Lyon, est un peintre français, spécialiste des portraits.

## Biographie
D'une ancienne famille bisontine, Nonnotte annonça dès son enfance un gout très vif pour les arts. Après avoir achevé ses études classiques, il entra dans l’atelier d’un de ses parents, peintre médiocre, qu’il eut bientôt surpassé. Il monta alors à Paris en 1728, et fut bientôt admis dans l’école du premier peintre du roi, François Lemoyne, dont il devait rédiger, par la suite, la biographie.
Il fit de rapides progrès, spécialement dans la partie des portraits, sous la direction de Lemoine, qui le distingua de ses autres élèves et l’employa à peindre les fonds et les accessoires de la coupole de la chapelle de la Vierge, à Saint-Sulpice, et du plafond du salon d’Hercule, à Versailles. Il composa dans le même temps quelques tableaux d’histoire, entre autres un dont le sujet est la surprise de Besançon par les protestants, en 1575, morceau dans lequel l’artiste a multiplié les personnages allégoriques.
Nonnotte avait obtenu du duc d’Antin la promesse d’une place de pensionnaire à l’école de Rome, mais la mort de celui-ci, suivie peu de temps après de celle de Lemoine, anéantit toutes ses espérances. Obligé, par la médiocrité de sa fortune, de chercher des ressources dans ses talents, il se livra au genre du portrait, qu’il traita d’une manière supérieure. Ceux qu’il exposa au salon lui ouvrirent, en 1741, les portes de l’Académie royale de peinture et de sculpture, comme peintre de portraits, pour les portraits d’Ulin et Leclerc le fils, ce dernier à l’école des beaux-arts.
Nommé peintre de la ville de Lyon, en 1754, il s’établit dans cette ville où il restera jusqu’à sa mort et y fonde une école gratuite de dessin, devenue le modèle de toutes celles de ce genre, et où il fut le maitre de plusieurs portraitistes, parmi lesquels Jean-François Gille, et François-Hubert Drouais. Dans les commencements, il dut soutenir cette école seul, sans autre ressource que ses propres économies, jusqu’à ce qu’il finisse par obtenir le soutien de Mathon de la Cour, qui mettait sa fortune au service du mécénat. Au milieu de ses nombreuses occupations, Nonnotte trouvait encore des loisirs qu’il consacrait aux lettres, et il payait exactement son tribut aux Académies de Lyon et de Rouen, qui l’avaient associé à leurs travaux, le 22 février 1754 et le 24 mars 1771, respectivement.
Frère du célèbre abbé controversiste Claude-Adrien Nonnotte, Nonnotte avait épousé, le 29 octobre 1737, Marie-Élisabeth Bastard de La Gravière, une voisine plus âgée que lui de neuf ans, veuve d’Antoine Duchâtel, bourgeois de Paris, demeurant rue de Beauvais, qui avait, à défaut de jeunesse et de beauté, un caractère aimable et quelque fortune, et qui lui permit, grâce à sa modeste aisance, de vivre libre des soucis matériels au milieu desquels il avait végété jusque-là, mais ils n’eurent pas d’enfants. La douceur de ses mœurs, sa franchise et son intégrité valurent de nombreux amis à Nonnotte qui a terminé sa carrière après s’être vu longtemps immobilisé par une longue et pénible paralysie.
On a de lui une foule de portraits dont les plus connus sont ceux de Le Lorrain, sculpteur, gravé par J.-N. Tardieu en 1749, et de Gentil-Bernard, gravé par Daullé, son élève. Les Recueils de l’académie de Lyon conservent plusieurs écrits de Nonnotte : un Discours sur les avantages des sciences et des arts ; un Traité complet de peinture, divisé en quatorze mémoires ; et enfin une Vie de Lemoyne, pleine de détails curieux sur ce grand artiste. La bibliothèque de Besançon possède ses manuscrits autographes, qui lui ont été remis par M. A. Laurens, petit-neveu de Nonnotte. Le musée de Besançon possède de cet artiste son propre portrait et celui de sa femme. Celui d’Orléans possède le portrait de Jean Moyreau, graveur, qui l’a reproduit par le burin. Haillet de Couronne a consacré une notice à Nonnotte, dans le Précis des travaux de l’académie de Rouen, t. 5, p. 310.

## Œuvres
- Portrait de l'abbé de Lacroix-Laval, 1738, Lyon, musée des beaux-arts.
- Portrait d'Aignan-Thomas Desfriches, 1739, Orléans, musée des beaux-arts.
- Portrait de Sébastien Leclerc, fils, 1741, Versailles, musée national du château.
- Portrait de Jean Moyreau, 1742, Orléans, musée des beaux-arts.
- Portrait d'homme, 1747, Strasbourg, musée des beaux-arts.
- Portrait d'un homme dans son cabinet, 1748, Bordeaux, musée des beaux-arts.
- Portrait de Jean Revel, 1748, Lyon, musée des Tissus.
- Portrait de femme en bleu, 1751, Paris, musée du Louvre, en dépôt à l'ambassade de France à Washington.
- Portrait de femme, 1755, Dijon, musée des beaux-arts.
- Mademoiselle Dumesnil, 1754, Paris, bibliothèque-musée de la Comédie-Française[4].
- Madame Nonnotte lisant, 1758, Besançon, musée des beaux-arts.
- Portrait de madame Jordan en Diane, 1760, Lyon, musée des beaux-arts.
- Portrait de femme - Musée des Beaux-Arts de Narbonne [5]
- Portrait de Jean-Gabriel Charvet, Versailles, musée national du château.
- Portrait de Pierre Dulin, Versailles, musée national du château.
- Portrait de femme, Lyon, musée des beaux-arts.
- Portrait de Jacques de Flesselles, Paris, musée Carnavalet.
- Musée de Châlons :
  - Bacchanale
  - Enlèvement de Virginie
  - Le triomphe de Mardochée
  - Moïse transformant son bâton en serpent
  - Présentation d'Esther 
  - Regulus laisse sa famille et retourne à Carthage
  - Regulus retournant à Carthage.

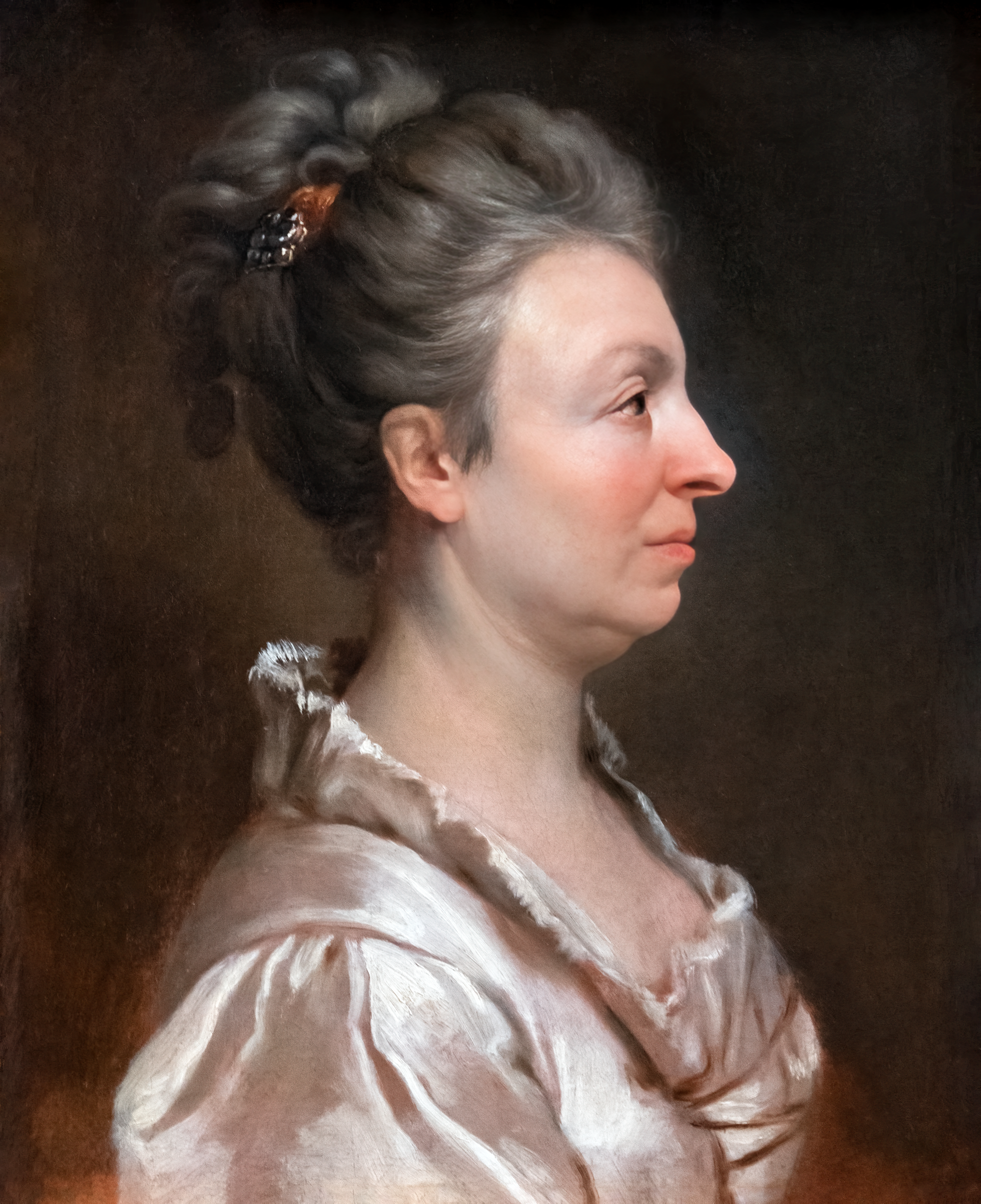
Portrait de femme - Musée des Beaux-Arts de Narbonne
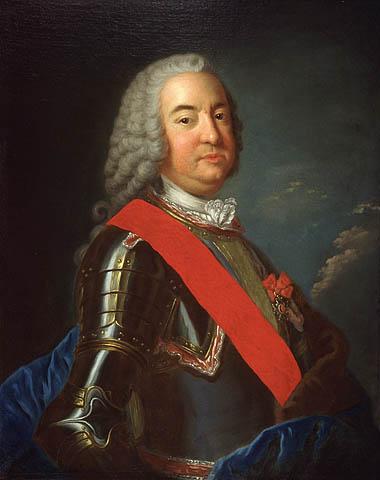
Portrait du marquis de Vaudreuil.
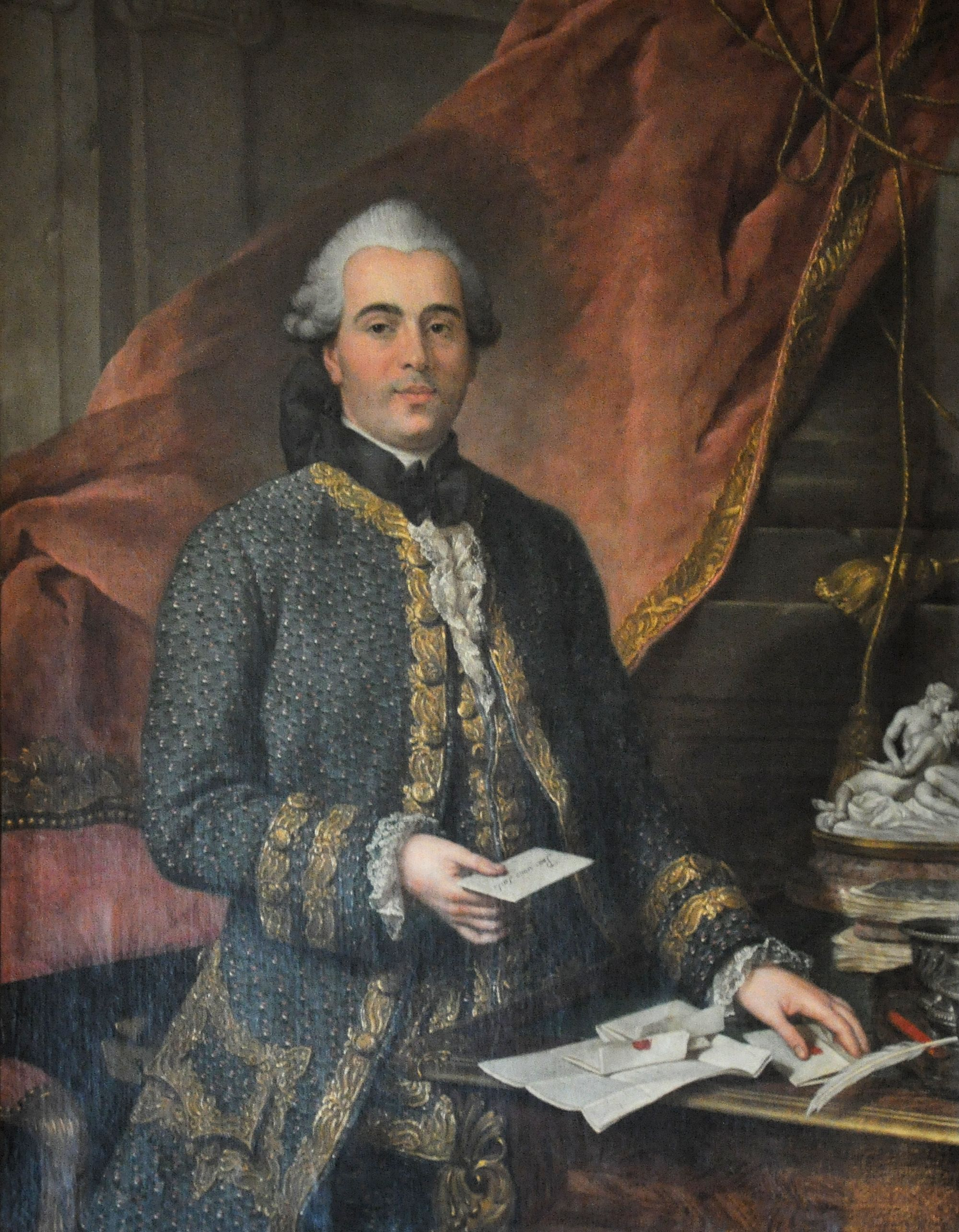
Portrait de Jacques de Flesselles.
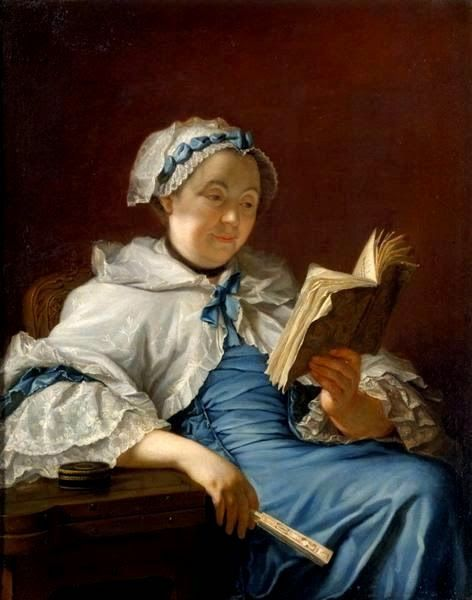
Madame Nonnotte lisant, 1758.
Charlotte Fredrike Sparre en vestale, 1741.

## Travaux
- « Avantages des lettres et des sciences. »
- « Compte rendu des travaux académiques pour l’année 1705. »
- « Premier discours sur la pointure : du dessein et de la variété de ses caractères selon les âges et selon les sexes… ; lu à la Société royale de Lyon le 29 novembre 1754, et à l’Académie royale de peinture et sculpture le 5 avril suivant. »
- « Deuxième discours sur la peinture : de l’expression générale ; lu à la Société royale de Lyon, le 28 novembre 1755. »
- « Troisième discours sur l’expression intérieure des passions de l’âme, lu à la Société royale de Lyon le 19 novembre 1756. »
- « Quatrième discours sur la peinture : de la composition, première partie ; lu à la Société royale de Lyon le 12 août 1757. »
- « Sixième discours de M. Nonnotte : les avantages du portrait et la manière de le traiter ; lu à l’Académie de Lyon le 13 novembre 1700. »
- « Septième discours… sur les caractères auxquels on peut reconnaître les excellents peintres et les vrais connoisseurs… ; lu à l’Académie de Lyon le 19 novembre 1761 ; l’Académie de Besançon le 21 avril 1762. »
- « Huitième discours… sur les préjugez d’école relativement à la peinture… ; lu dans une assemblée particulière le 18 novembre 1762, et dans l’assemblee publique de l’Académie de Lyon le 7 décembre de la même année. »
- « Neuvième discours… sur les principes de goût dans la peinture ; lu à l’Académie de Lyon le 17 novembre 1763 »
- « Dixième discours… sur la couleur naturelle des objets et sur la perspective aérienne… ; lu à l’Académie de Lyon le 15 novembre 1764. »
- « Onzième discours… sur les parties pratiques de la composition… ; lu à l’Académie de Lyon le 18 novembre 1766. »
- « Quinzième discours… observations intéressantes pour les élèves dans la peinture… ; lu à l’Académie de Lyon le 17 décembre 1771. »
- « Seizième discours… sur l’histoire de la peinture… ; lu à l’Académie de Lyon… le 17 novembre 1772. »
- « Vie du peintre François Le Moine. »